# Fighting (film)
Fighting è un film del 2009 diretto da Dito Montiel, con Channing Tatum e Terrence Howard.
Il film è uscito negli Stati Uniti il 24 aprile 2009.
Il film in Italia è andato trasmesso in prima TV su Italia 1 il 3 settembre 2011.

## Trama
New York City, Shawn MacArthur (Channing Tatum) è un truffatore di strada. 
Un giorno, mentre vende merce contraffatta all'angolo del Radio City Music Hall, un gruppo di giovani cerca di costringerlo a trasferirsi con la sua merce. Questi ragazzi lavorano per Harvey Boarden (Terrence Howard), un bagarino che controlla l'angolo. Shawn li respinge, ma non trattiene né il denaro né la merce.
Più tardi, Shawn incontra Harvey e gli uomini che gli hanno rubato i soldi in un bar e li affronta. Harvey gli restituisce i soldi e gli offre la possibilità di un incontro "chi vince prende tutto" per soldi. Harvey organizza un incontro con il suo amico e rivale, Martinez (Luis Guzmán). Il primo combattimento di Shawn si svolge in una chiesa di Brooklyn contro un russo. Vince quando lo fa cadere in una fontana. Harvey porta Shawn in un club dove incontra una cameriera di nome Zulay (Zulay Henao), una madre single a cui Shawn aveva cercato in precedenza di vendere un falso libro cinese di Harry Potter. Nell'area VIP del club, Shawn incontra anche Evan Hailey (Brian White), un pugile professionista che un tempo faceva parte della stessa squadra universitaria di Shawn ed era allenato dal padre di quest'ultimo. Shawn e Harvey se ne vanno dopo che Evan e Shawn sono quasi arrivati a una rissa. Il secondo incontro di Shawn si svolge nel retro di un negozio nel Bronx, contro un avversario molto più grosso. L'incontro degenera nel caos a causa dell'interferenza di alcuni membri della banda di Harvey: l'avversario quasi strangola Shawn e la proprietaria del negozio tira fuori una pistola perché uno dei ragazzi le rovescia il drink. Harvey, Shawn e il resto della banda di Harvey fuggono dalla scena e nessuno dei due pugili viene pagato. Per il terzo incontro, Shawn e la banda vanno in un attico di proprietà di asiatici. Shawn vince anche il terzo incontro. Tra un incontro e l'altro, Shawn incontra Zulay un paio di volte, prima che i due finiscano per fare sesso. Shawn e Zulay ricevono la visita di Harvey, che è furioso perché sospetta che Zulay e Harvey abbiano rapporti sessuali. Harvey spiega che Zulay fa scommesse per lui. A Shawn e Harvey viene offerto un incontro contro Evan, e Shawn accetta, ma Harvey vuole che perda l'incontro in modo che Martinez e i suoi soci possano guadagnare. Shawn accetta di perdere l'incontro. Zulay piazza le scommesse, per un totale di 500.000 dollari. Shawn ed Evan combattono, sotto gli occhi di Zulay, Harvey e del resto della banda. Evan tiene Shawn in una presa al collo e sembra che Shawn stia per perdere l'incontro; tuttavia, si difende e sopraffà Evan. Shawn sconfigge Evan e Martinez minaccia Harvey. 
All'appartamento di Harvey, Shawn rivela che Zulay ha annullato le scommesse e che ora hanno un milione di dollari.  Zulay prende Shawn e Harvey e lasciano New York con la figlia e la nonna di Zulay.